# Sting
Pour les articles homonymes, voir Sting (homonymie) et Sumner.
	Gordon Matthew Thomas Sumner, dit Sting, est un auteur-compositeur-interprète, musicien, producteur et acteur britannique, né le 2 octobre 1951 à Wallsend (Angleterre). Multi-instrumentiste, il joue notamment de la basse, de la guitare et des claviers.
Il a acquis la célébrité au sein du groupe pop rock The Police en tant que bassiste et chanteur, avant de connaître également le succès en menant une carrière en solo à partir de 1985 riche de quinze albums studio. Comme acteur, il est notamment connu pour son rôle dans Dune de David Lynch.
Il a reçu diverses distinctions, étant notamment décoré de l'ordre de l'Empire britannique.

## Biographie

### Jeunesse
Fils aîné d'Ernest Sumner (1926-1987), ouvrier naval devenu livreur de lait pour échapper à la crise de ce secteur, et d'Audrey Cowell (1931-1987), qui travaille dans un salon de coiffure, Gordon Sumner a un frère, Philip, et deux sœurs, Angela et Anita.
Il se passionne tôt pour la musique, encouragé par sa mère, pianiste amatrice, mais sans l'approbation de son père qui veut le voir faire un « vrai métier ». Au début des années 1960, il découvre la guitare que son oncle a laissée dans la maison et se saigne les doigts à apprendre à jouer de cet instrument.
Il fait donc ses premières armes musicales à la guitare, mais découvre aussi la mandoline, le saxophone, l'harmonica et la flûte de Pan.
Il suit les cours du Northern Counties College of Education de 1971 à 1974, puis est instituteur pendant deux ans à la St. Paul's Middle School de Cramlington. C'est pendant ces années qu'il joue avec des groupes de jazz le soir et les week-ends. Son surnom de « Sting » lui est attribué en 1972 après le concert d'un de ses groupes, The Phoenix Jazzmen, alors qu'il porte un pull noir à rayures jaunes sur scène : le trombone et leader du groupe, Gordon Soloman, trouve qu'il ressemblait à une guêpe d'où le nom (« Sting » veut dire « dard » ou « piqûre ») (Soloman faisant probablement référence aussi à ses performances sexuelles).
The Phoenix Jazzmen décident finalement de mettre fin à leur répertoire de reprises et d'interpréter leurs propres compositions. À la surprise générale, Sting ne connaît pas le solfège et est provisoirement renvoyé. Il apprend le solfège en une trentaine de jours mais déjà remplacé, il ne peut pas réintégrer le groupe.

### The Police
En 1976, alors que Sting est le contrebassiste et chanteur du groupe Last Exit, Stewart Copeland, cherchant alors un bassiste, le découvre lors d'un concert et lui propose de former un groupe avec le guitariste corse Henry Padovani (ce dernier étant remplacé plus tard par Andy Summers). Le groupe s'appelle The Police et connaît un succès mondial. Leur premier succès, Roxanne installe le groupe en haut des classements musicaux, place qu'il retrouve tout au long de sa carrière. En 1977, Sting rencontre l'ex-bassiste du groupe Gong, Mike Howlett et forme l'éphémère groupe Strontium90 avec les futurs Police, Andy Summers à la guitare et Stewart Copeland à la batterie. Ils sortent l'album Police Academy en 1977. Et la même année, Sting participe au Extended Play - EP - du groupe The Radio Actors, Nuclear Waste/Digital Love/Spiral Diatribe/No-Ozone Blue/Nuclear MegaWaste, qui sort d'abord en 1979 sur le label Charly Records, avant d'être réédité en CD en 1995. Les autres musiciens présents sur ce EP sont Nik Turner de Hawkwind à la flûte et au saxophone, Steve Broughton aux claviers, Liz Van Dort au chant et aux chœurs, Javier Fredes aux percussions et Harry Williamson à la guitare.
En 1979, Sting fait ses débuts au grand écran dans l'adaptation cinématographique de l'opéra-rock Quadrophenia (du groupe The Who).
The Police connaît un grand succès mondial à travers ses cinq albums : Outlandos d'Amour (1978), Reggatta de Blanc (1979), Zenyattà Mondatta (1980), Ghost in the Machine (1981), et Synchronicity (1983) qui contient notamment le plus grand succès de l'année 1983, la chanson de Sting Every Breath You Take. Le groupe se lance dans le Synchronicity Tour qui comprend 105 dates et débute le 23 juillet 1983 à Chicago. Comme lors de la précédente tournée, Sting impose au groupe des choristes. La tournée connaît son apogée le 7 août 1983 au Shea Stadium à New York où le groupe joue devant plus de 70 000 personnes. À la fin de ce concert exceptionnel, Sting annonce au public : « Nous voulons remercier les Beatles pour nous avoir prêté leur stade » et dit ensuite « Durant notre show, j'ai pensé, voilà, c'est terminé, on ne pourra jamais faire mieux que ça. C'est là que j'ai décidé d'arrêter le groupe ». Sting annonce donc à Stewart Copeland et Andy Summers qu'il souhaite arrêter.
Un concert est enregistré à Atlanta le 13 et le 14 novembre 1983, au plus fort de la tournée. Il sort en film en 1984, et en 1995 sur le deuxième CD de l'album Live! À la fin de la tournée, le 4 mars 1984 à Melbourne, le groupe annonce qu'il fait une pause et qu'il prend une année sabbatique au bout de laquelle il ne se reforme pas. Un premier rendez-vous est pourtant prévu en juillet 1984 mais Sting, Andy Summers et Stewart Copeland « oublient » de se retrouver en studio pour enregistrer leur sixième album. Les tensions au sein du groupe atteignent le point de non-retour. Sting tourne pendant l'été 1984 dans The Bride de Franc Roddam où il joue le rôle du Baron Victor Frankenstein. Au printemps 1985, Sting enregistre son premier album solo The Dream of the Blue Turtles avec des musiciens afro-américains issus du jazz, le pianiste Kenny Kirkland, le saxophoniste et clarinetiste Branford Marsalis, le bassiste Darryl Jones et le batteur Omar Hakim ainsi que les choristes Dolette McDonald et Janice Pendarvis et démarre ainsi une carrière solo. Un film est tourné en 1986 coïncidant avec la naissance de son nouveau groupe et s'intitule Bring On the Night.
En février 2007, Sting annonce que le groupe The Police se reforme et entame une tournée mondiale. Les 29 et 30 septembre 2007, lors des concerts au stade de France, le groupe offre une surprise à ses fans français, en faisant monter sur scène Henry Padovani pour reprendre Next to you.

### Carrière solo
The Dream of the Blue Turtles, sort en 1985 et comporte des chansons engagées comme Russians et Children's Crusade, et des sonorités plus jazzy comme sur If You Love Somebody Set Them Free, et Consider Me Gone. La même année, il fait les chœurs sur la chanson Money for Nothing de Dire Straits, pour laquelle il est crédité comme coauteur avec Mark Knopfler, car elle incorpore la mélodie du refrain de la chanson Don't Stand So Close to Me.
Son deuxième album, …Nothing Like the Sun, sort en 1987, plus rock malgré la présence de Branford Marsalis, Kenny Kirkland et Manu Katché qui assurent des reliquats jazz comme dans la chanson Englishman in New York. Il reprend aussi Little Wing, un titre de Jimi Hendrix, avec Gil Evans et son orchestre. Sting est un des premiers artistes à dénoncer le régime d'Augusto Pinochet (They Dance Alone). Le funk revient avec We'll Be Together. Sting s'entoure de musiciens comme Eric Clapton, Hiram Bullock et Mark Knopfler, et voit une nouvelle collaboration avec Andy Summers. Si sur son premier album il ne jouait que de la guitare, ici il joue également de la basse sur History Will Teach us Nothing et Fragile. Puis en 1988 sort le maxi Nada Como el Sol, qui contient 4 versions espagnoles de chansons contenues sur son dernier album studio, soit Mariposa Libre qui est une version espagnole de Little Wing de Jimi Hendrix, Si estamos juntos reprend donc We'll Be Together, Ellas danzan solas (Cueca solas) connue sous le titre anglais de They Dance Alone et finalement Fragilidad qui reprend Fragile, il y a aussi une version portugaise de la même chanson réintitulée ici Frágil.
Avec l'album suivant, The Soul Cages, il aborde des questions métaphysiques à la suite du décès de son père, en allant puiser l'inspiration dans ses souvenirs d'enfance à Newcastle. Cet album marque un virage rock bien entamé à travers le recrutement du guitariste argentin Dominic Miller mais connait un succès critique tiède. Par contre, la tournée qui suit attire les foules. Manu Katché quitte son poste ce batteur durant la tournée à la suite d'une mésentente avec le manager de Sting, Miles Copeland III. Vinnie Colaiuta le remplace et deviendra un habitué du groupe.

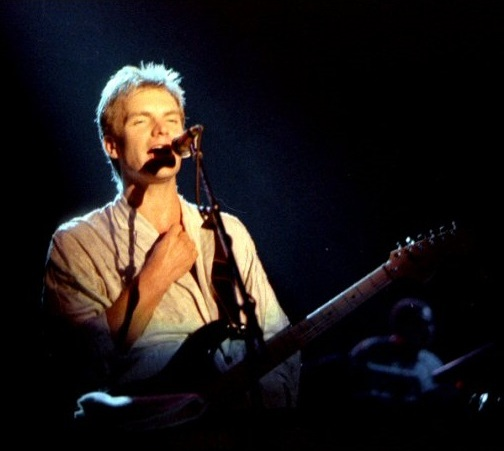
Sting en Norvège en 1985.

En 1993 sort Ten Summoner's Tales qui remporte un grand succès. Les styles divers et variés cohabitent dans une ambiance plus joyeuse. Le premier single If I Ever Lose My Faith in You marque d'emblée la direction plus lyrique empruntée pour cet album. Il invite l'harmoniciste Larry Adler à jouer sur quelques chansons et de cette rencontre découlera l'année suivante le disque hommage The Glory of Gershwin, produit par George Martin, sur lequel Sting interprète Nice Work If You Can Get It (en). Une nouvelle version du titre It's Probably Me, avec Eric Clapton, est utilisée pour le générique du film l'Arme fatale 3.
En 1994 sort la compilation Fields of Gold: The Best of Sting 1984-1994 qui comprend deux chansons préalablement sorties uniquement en single, When We Dance et This Cowboy Song.
Sting sort ensuite deux albums, Mercury Falling en 1996 et Brand New Day en 1999 dont le single Desert Rose, avec Cheb Mami, est numéro un dans de nombreux pays. En 2001, le 11 septembre, il enregistre un album live dans sa maison de Toscane, qui sort quelques mois plus tard sous le titre …All This Time.
Vers la fin des années 1990, Sting compose plusieurs chansons pour un projet de long métrage d'animation Disney qui devient finalement Kuzco, l'empereur mégalo, sorti en 2000. Les termes du contrat autorisent la documentariste Trudie Styler, épouse de Sting, à tourner le documentaire de making-of du film. Au fil de la production mouvementée du film, la plupart des chansons composées par Sting sont coupées en raison de la refonte complète du scénario du film après deux ans de production, et ne figurent qu'à titre de pistes bonus sur la bande originale du film. Sting doit en outre composer deux autres chansons pour correspondre au nouveau scénario. Le making-of de Kuzco, intitulé The Sweatbox, relate ces errements de la production au point que Disney en empêche presque entièrement la diffusion.
En 2003, Sting sort l'album Sacred Love, avant de partir pour une nouvelle tournée mondiale. En 2005, on entend sa chanson Taking the Inside Rail, coécrite avec Mark Isham, dans le générique du film Racing Stripes. La même année, il entame une tournée dans des universités américaines avec un groupe réduit à son minimum, avant de sortir en 2006 un album de musique baroque, Songs from the Labyrinth, reprenant les chansons de John Dowland, accompagné de Edin Karamazov au luth.
En octobre 2009 paraît If on a Winter's Night... qui emprunte au sacré et à la tradition avec notamment des chants religieux (dont There Is No Rose of Such Virtue, chant religieux du XVe siècle) et la comptine Soul Cake traditionnellement chantée par les enfants à Halloween. Le titre de cet album serait inspiré d'une œuvre d'Italo Calvino, Si par une nuit d'hiver un voyageur.
En 2010, il sort Symphonicities, album de reprises de ses chansons en solo ou de Police, en versions symphoniques. Le titre est une allusion à l'album de Police Synchronicity.
En septembre 2013 sort The Last Ship, un album concept qui rend hommage aux anciens chantiers navals de Newcastle, la ville de son enfance. Le disque fait l'objet d'une comédie musicale jouée à New York dont il est le producteur.
Le 28 août 2015, sort un duo avec Mylène Farmer, Stolen Car (une reprise d'un titre issu de l'album Sacred Love arrangée par The Avener et adaptée en français par la chanteuse). La chanson, extraite de l'album Interstellaires de Mylène Farmer, se classe no 1 des ventes en France ainsi qu'aux États-Unis, dans le Billboard Dance Club. Le 18 juin 2019, ils interprètent le titre ensemble dans le cadre de la série de 9 concerts de la chanteuse donnée à la Paris La Défense Arena.
En juin et juillet 2016, il effectue une tournée nord américaine avec Peter Gabriel, Rock Paper Scissors Tour.
Le 18 juillet 2016, Sting annonce l'enregistrement d'un album « retour aux sources rock », 57th & 9th (nom de l'intersection qu'il prend tous les jours pour aller à son studio d'enregistrement), évoquant entre autres l'immigration de masse en Europe et le réchauffement climatique. Il est de nouveau entouré de Dominic Miller et Vinnie Colaiuta, ainsi que de deux nouveaux musiciens : Jerry Fuentes et Diego Navaira du groupe Last Bandoleros.
Le 12 novembre 2016, Sting se produit au Bataclan à l'occasion de sa réouverture, un an après les attentats du 13 novembre 2015. La recette des 1 000 places sur les 1 500 places que contient la salle, vendues en moins d'une heure, est versée à deux associations de victimes : Life for Paris et 13 novembre : Fraternité et Vérité,,.
En avril 2018, il sort l'album 44/876 avec le jamaïcain Shaggy, qui remporte le Grammy Award du meilleur album de reggae en 2018.
Pour son quatorzième album studio, My Songs, paru en 2019, Sting revisite quelques-uns de ses plus grands succès en leur donnant une interprétation et un arrangement plus contemporains. La même année, il chante Reste en duo avec Gims, parue le 26 avril dans la réédition de son album Ceinture noire.

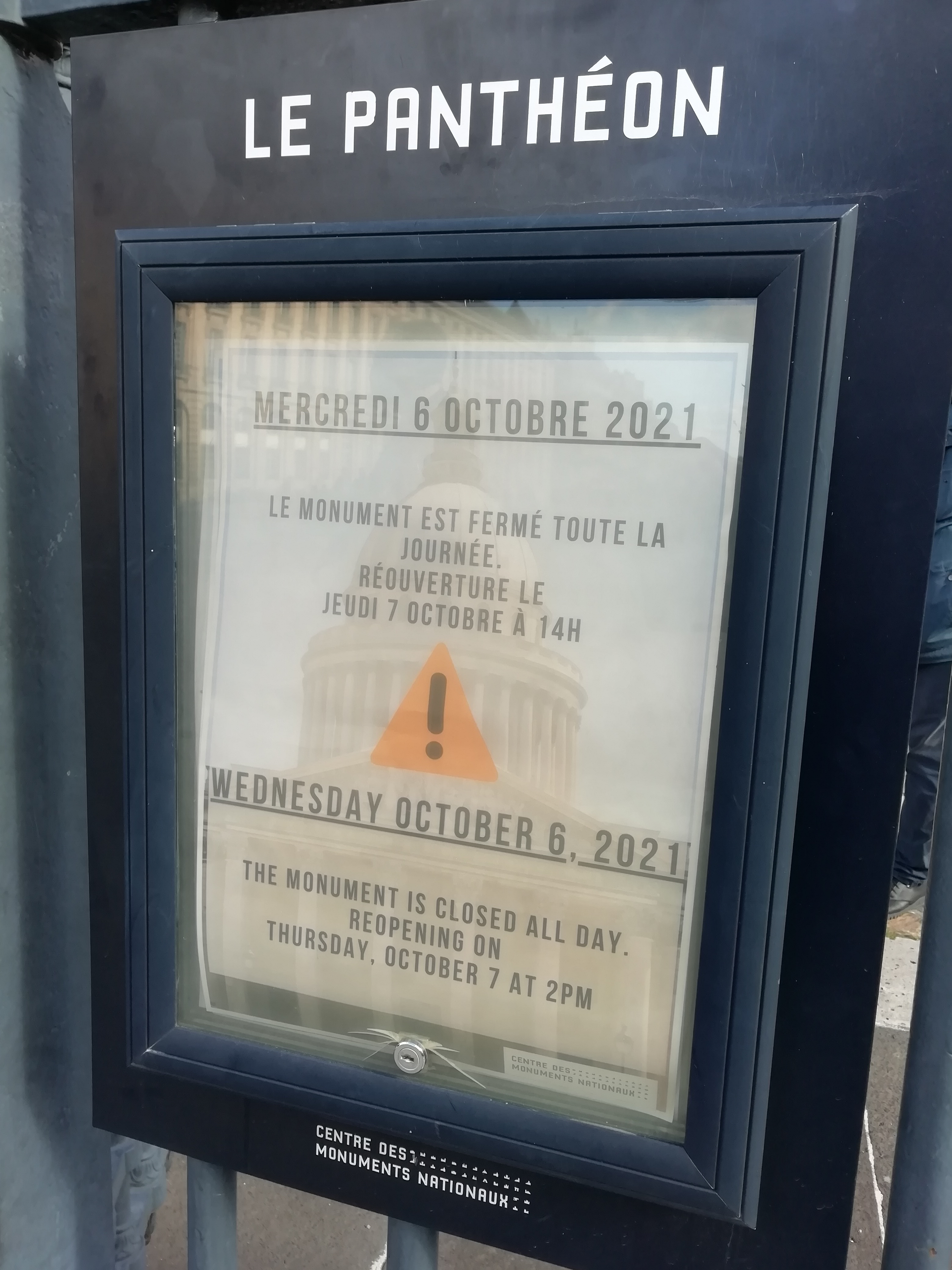
Annonce de la fermeture temporaire du Panthéon à l'occasion des concerts de Sting et Patti Smith, en octobre 2021.

Le 14 avril 2020, il enregistre une reprise de Message in a Bottle avec le quatuor All Saints. La même année, il apparaît sur le titre Simple de l'opus Pausa de Ricky Martin.
Le 19 mars 2021 sort Duets, une compilation des enregistrements en duo avec d'autres artistes qu'il a fait au cours de sa carrière. Certaines des chansons sont parues sur ces propres albums, d'autres sur les albums des artistes qui l'ont invité. La chanson September est le seul titre inédit, enregistré spécialement pour cet album, avec la collaboration de Zucchero. Cependant, les titres Simple en performance avec Ricky Martin, Message in a Bottle avec le quatuor All Saints, Spirits in the Material World avec Pato Banton issu du film Ace Ventura en Afrique ou encore Always on Your Side en duo avec Sheryl Crow, ne sont pas inclus sur l'album. Au cours de cette même année, il est invité sur la chanson Mother Nature de l’interprète Angélique Kidjo.
Le 6 octobre 2021, il se produit au Panthéon de Paris devant un petit comité d'invités, à l'occasion du 50e anniversaire de la radio FIP, suivi par une prestation de Patti Smith le lendemain. Le 19 novembre 2021, il sort son quinzième album studio, The Bridge, enregistré durant la pandémie de Covid-19.
En février 2022, il est annoncé que le musicien a vendu les droits de l'intégralité de son œuvre pour une somme évaluée à 250 millions $US à la Universal Music. Le 28 juin, il se produit au Château de Chambord devant 20000 personnes un concert initialement prévu Le 1er juillet 2020, mais reporté a cause du COVID. L'année suivante, il est invité à reprendre Every Breath You Take, sur l’opus Rockstar (en) de la chanteuse country Dolly Parton.
Il participe, comme bassiste, à l'enregistrement d'un single caritatif initié par Mark Knopfler, qui sera lancé le 15 mars 2024, au profit du Teenage Cancer Trust (en) et du Teen Cancer America. Cette reprise de l'instrumental de 1983 Going Home: Theme of the Local Hero (en) a été enregistrée en collaboration avec une soixantaine de guitaristes, dont David Gilmour, Eric Clapton et Jeff Beck, avec Ringo Starr et son fils Zak à la batterie et Roger Daltrey à l'harmonica.
Le 27 juin 2025, sort l'album The Secret of Life: Partners, Volume Two (en) de Barbra Streisand sur lequel il est entendu en duo avec la chanteuse sur le titre Fragile.

### Engagement
Sting est également un personnage engagé : il est membre du conseil d'administration de la fondation David Suzuki, il a participé à la création de la Rainforest Foundation (pour préserver la forêt vierge amazonienne), aux côtés du reporter belge Jean-Pierre Dutilleux, à la demande du chef kayapo Raoni Metuktire. Avec son épouse Trudie Styler, il est engagé très activement dans son organisation et ses actions ; il organise chaque année en avril un concert caritatif.

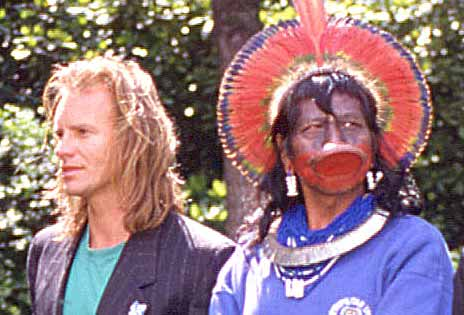
Sting et le chef Raoni en 1989.

Il s'est engagé contre la Guerre froide, notamment au travers de sa chanson Russians, sortie en 1985 qui raconte le point de vue occidental de la Guerre froide ainsi que l'opinion des Européens envers les Russes.

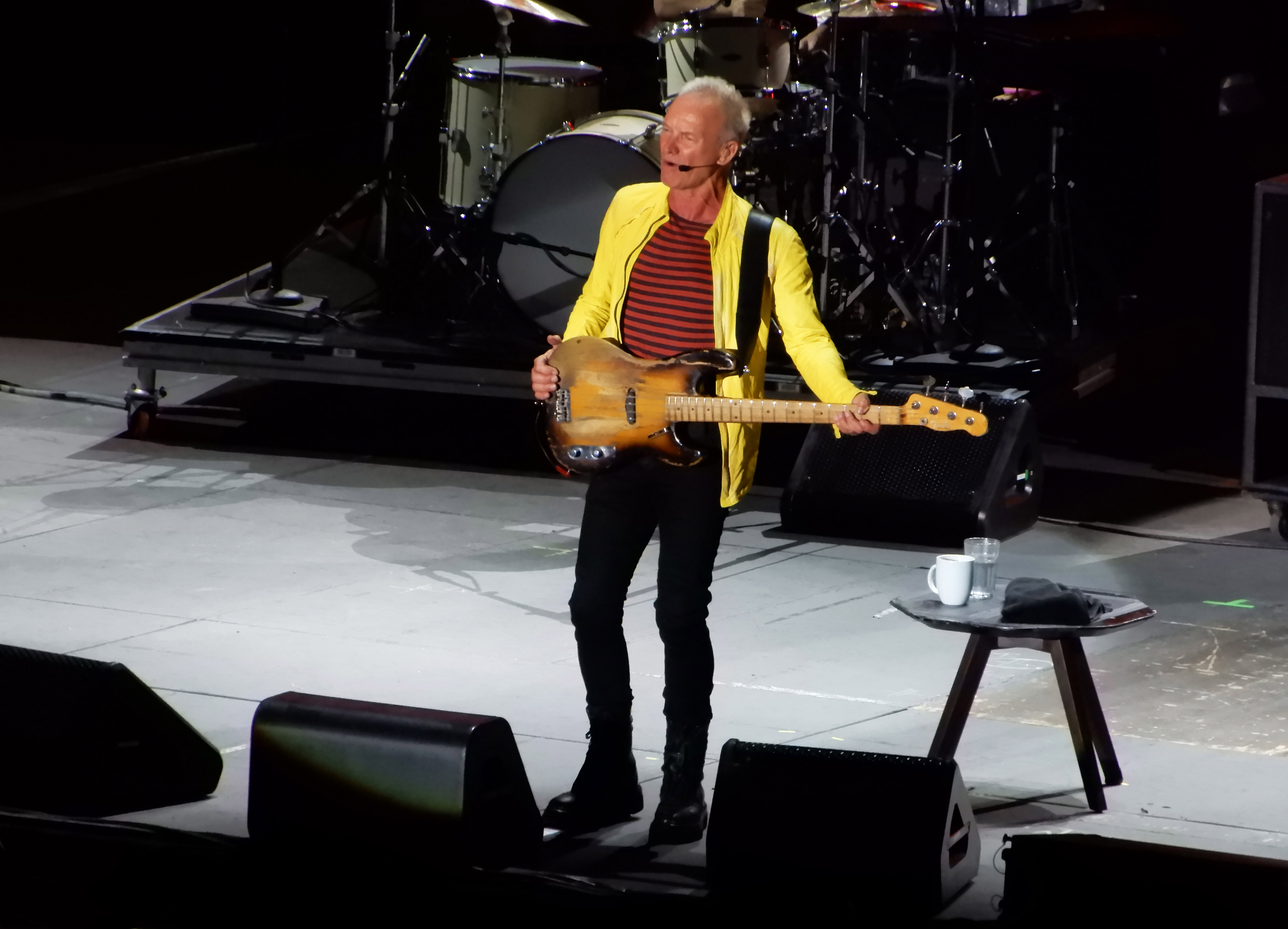
Sting aux arènes de Nîmes, juillet 2022

En 1988, Sting participe à la grande tournée d'Amnesty International qui passa notamment par Buenos Aires, New Delhi ou encore Paris, Londres ou Turin. Pendant ces concerts, Sting était accompagné de Bruce Springsteen, Tracy Chapman, Peter Gabriel ou encore Youssou N'Dour.
Le chanteur est un adepte du tantrisme. Il participe, le 5 novembre 2015, au Carnegie Hall de New York, à un concert de bienfaisance de la fondation David-Lynch intitulé le « changement commence de l'intérieur » qui propose la méditation transcendantale pour lutter contre le stress. Il partage notamment la scène avec Katy Perry, Jerry Seinfeld et Angelique Kidjo.

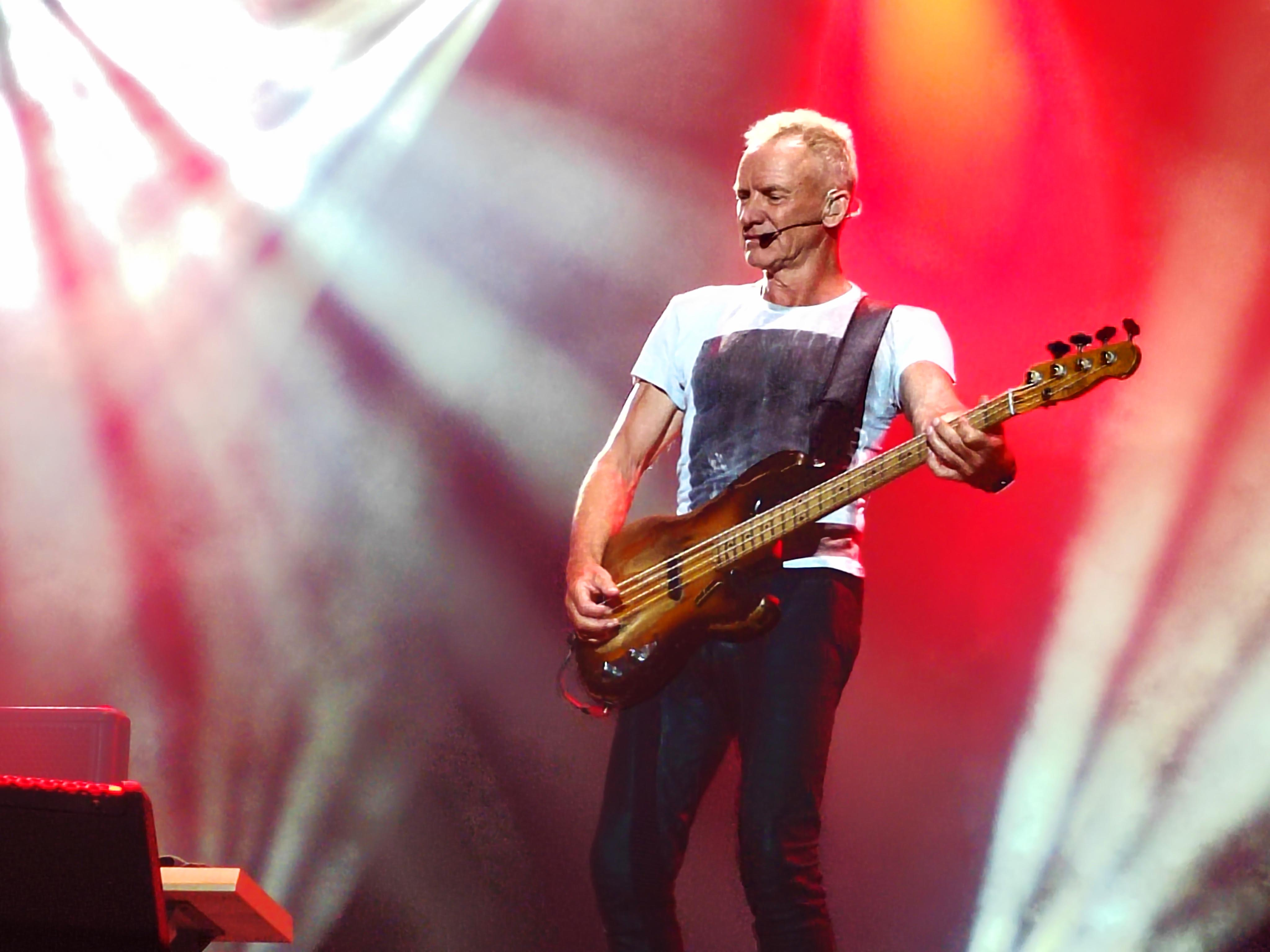
Sting à La Nuit de l'Erdre, le 3 juillet 2025.

Le chanteur était aussi présent à la célébration des 92 ans de la reine Élisabeth II, en avril 2018 avec d'autres artistes comme Shaggy, Craid David, Kylie Minogue.

### Vie privée
Sting se marie le 1er mai 1976 avec l'actrice Frances Tomelty (en). Le couple divorce en 1984. En 1982, il commence à fréquenter l'actrice Trudie Styler, qu'il épouse en 1992.
Il est père de six enfants : Joseph (né en 1976, chanteur du groupe Fiction Plane) et Fuchsia Katherine (alias « Kate », née en 1982) de son premier mariage, ensuite Bridget Michaela (alias « Mickey », née le 19 janvier 1984, actrice), Jake (né à Clamart, le 24 mai 1985), Eliot Pauline (surnommée « Coco », née le 30 juillet 1990, chanteuse du groupe I Blame Coco) et Giacomo Luke (né le 17 décembre 1995) de sa relation avec Trudie Styler.
Bien que partageant le même patronyme, Sting n'a aucun lien de parenté avec Bernard Sumner, cofondateur des groupes Joy Division et New Order.
Sting a dans le dos, entre les omoplates, un tatouage représentant le labyrinthe de la cathédrale Notre-Dame de Chartres.
En novembre 2020, lors d’une interview donnée sur la radio Europe 1, Sting indique habiter à Senlis, dans l’Oise.

## Discographie

### The Police
- 1978 : Outlandos d'Amour
- 1979 : Reggatta de Blanc
- 1980 : Zenyattà Mondatta
- 1981 : Ghost in the Machine
- 1983 : Synchronicity

## Solo

### Albums studio
- 1985 : The Dream of the Blue Turtles
- 1987 : …Nothing Like the Sun
- 1991 : The Soul Cages
- 1993 : Ten Summoner's Tales
- 1996 : Mercury Falling
- 1999 : Brand New Day
- 2003 : Sacred Love
- 2013 : The Last Ship
- 2016 : 57th & 9th
- 2021 : The Bridge

### Albums de reprises
- 2006 : Songs from the Labyrinth (reprise des titres de John Dowland au luth avec Edin Karamazov)
- 2009 : If on a Winter's Night... (reprise de titres sur le thème de l'hiver, deux sont de Sting soit The Hounds of Winter et Lullaby for an Anxious Child, alors que d'autres musiques sont de Jean-Sébastien Bach et Franz Schubert)
- 2010 : Symphonicities (reprises de titres de son répertoire solo ou de Police en versions symphoniques avec l'Orchestre philharmonique royal, The London Players et The New York Chamber Consort)
- 2019 : My Songs (reprise de titres de son répertoire solo et Police[37])

### Albums live
- 1986 : Bring on the Night
- 1991 : Acoustic Live in Newcastle (EP 5 titre, Europe et Japon uniquement, dans un coffret avec un livre)
- 2001 : ...All This Time
- 2007 : The Journey and the Labyrinth
- 2010 : Live in Berlin
- 2025 : 3.0 Live

### Compilations
- 1994 : Fields of Gold: The Best of Sting 1984-1994
- 1997 : At The Movies
- 1997 : The Very Best of Sting & The Police (1997)
- 2000 : Brand New Day: The Remixes (Japon uniquement)
- 2002 : The Very Best of Sting & The Police (2002)
- 2003 : Songs of Love
- 2005 : My Funny Valentine: At the Movies (Japon uniquement)
- 2011 : The Best Of 25 Years
- 2014 : Songs from the Movies and Rarities

### Duos
- 2018 : 44/876 (album en duo avec Shaggy)
- 2021 : Duets - Album de duos avec d'autres artistes, entre autres il reprend la chanson qu'il avait déjà interprétée avec Charles Aznavour sur l'album précité ci-haut L'Amour c'est comme un jour, Eric Clapton et Michael Kamen It's Probably Me la chanson-thème du film L'Arme fatale 3, Mylène Farmer Stolen Car, Herbie Hancock My Funny Valentine, Zucchero September, etc.

### Extended Plays
- 1988 : Nada Como el Sol (quatre titres de l'album …Nothing Like the Sun, Little Wing qui devient Mariposa Libre, Fragile est repris sous le titre Fragilidad, We'll be Together qui est retitré Si Estamos Juntos et They Dance Alone devient ici Ellas Danzan Solas (Cueca Solas) tous chantés en espagnol et Fragile est aussi repris sous le titre Frágil en portugais)
- 1993 : Demolition Man
  - Versions américaine et européenne : Demolition Man, King of Pain Live, Shape of My Heart Live, Love Is Stronger Than Justice (The Munificent Seven) Live, It's Probably Me Live et A Day In the Life Live.
  - Version britannique : Demolition Man (Soulpower Mix Edit)/Demolition Man (film version)/It's Probably Me Live/A Day In the Life Live
- 1994 : Five Live : All This Time, Roxanne, The Soul Cages, 	Walking On The Moon et Fortress Around Your Heart
- 1996 : Live at TFI Friday EP : You Still Touch Me/Lithium Sunset/Message In A Bottle
- 2001 : Still Be Love in the World : After The Rain Has Fallen (Live)/A Thousand Years (Nitin Sawhney Mix)/Perfect Love Gone Wrong (Live)/Every Breath You Take (Live)/Fragile (Live)/Brand New Day (Cornelius Mix)/Desert Rose (Melodic Club Mix Radio Edit)

### Participations
- 1977 : Strontium 90: Police Academy - Groupe formé de Sting, Mike Howlett, Stewart Copeland et Andy Summers. Sting joue la basse, la guitare acoustique, les percussions africaines, chante et fait les chœurs
- 1979 :  The Radio Actors : Nuclear Waste/Digital Love - Single - Avec Steve Hillage, Mike Howlett, Steve Broughton, Harry Williamson, Gilly Smith et Nik Turner
- 1985 : Brothers in Arms de Dire Straits - il reprend la mélodie du refrain de la chanson Don't Stand So Close to Me des Police pour Money for Nothing, ce qui vaudra à ce dernier d'être crédité pour la chanson[38]. Il fait les chœurs chantant « I want my MTV ».
- 1985 : You're Under Arrest de Miles Davis. La voix d'un policier sur One Phone Call/Street Scenes, avec Darryl Jones et John McLaughlin
- 1985 : No Jacket Required de Phil Collins, (chœurs sur les chansons Take Me Home et Long Long Way To Go)
- 1985 : So Red the Rose du groupe Arcadia (constitué de membres de Duran Duran), (chœurs sur la chanson The Promise)
- 1988 : Broadway the Hard Way de Frank Zappa - Murder by Numbers
- 1989 : Bowling in Paris de Stephen Bishop - Basse et chœurs sur Hall Light
- 1990 : Charming Snakes de Andy Summers - Basse sur la pièce-titre
- 1990 : Peter and the Wolf de Claudio Abbado - Narration de Sting
- 1991 : Rooms In My Fatha's House de Vinx - Chœurs sur 3 chanson, basse sur une, coproduction
- 1991 : Two Rooms: Celebrating the Songs of Elton John & Bernie Taupin Artistes Variés - Sur Come Down In Time
- 1992 : Pavarotti & Friends de Luciano Pavarotti - Sting chant sur 3 chansons
- 1992 : It's Probably Me, l'extrait de la bande originale du film L'Arme fatale 3, interprété avec Eric Clapton et David Sanborn.
- 1994 : Walk The Line de Kennedy Rose - Basse sur Island Home
- 1994 : Fragile chanté en duo avec Julio Iglesias sur son album Crazy
- 1994 : Vinnie Colaiuta de Vinnie Colaiuta - Basse sur Chauncey
- 1994 : The Sweetest Days de Vanessa Williams - Chœurs sur une reprise de sa chanson Sister Moon
- 1994 : The Glory of Gershwin Artistes Variés - Sur Nice Work If You Can Get It
- 1995 : The Long Black Veil des Chieftains. Sur la chanson Mo Ghile Mear (Our Hero) avec le groupe Anúna
- 1995 : In from the Storm Artistes Variés - Album hommage à Jimi Hendrix- Sting sur The Wind Cries Mary
- 1995 : Tower of Song : The Songs of Leonard Cohen Artistes Variés - Sur Sisters Of Mercy
- 1996 : Wildest Dreams de Tina Turner - Sting chant, avec Trevor Rabin, Trevor Horn, Antonio Banderas, etc.
- 1997 : Hourglass de James Taylor Chœurs sur Jump Behind Me
- 1997 : Dream Walkin' de Toby Keith - Sur I'm So Happy I Can't Stop Crying
- 1997 : It Ain't Necessarily So sur l'album Porgy and Bess de Joe Henderson
- 1998 : You Don't What Love Is de Guy Baker - Sur la pièce-titre
- 1998 : Closing in on the Fire de Waylon Jennings - Sur She's Too Good For Me
- 1998 : Pilgrim Heart de Krishna Das - Sur Mountain Hare Krishna et The Ring Song
- 1998 : Invisible Sun en duo avec Aswad - Sur l'album The X-Files : The Album
- 1998 : Leia du groupe corse I Muvrini - Sur Terre D'oru, une reprise de Fields of Gold chantée en duo Corse/anglais
- 1999 : Green Chimneys (The Music of Thelonious Monk) de Andy Summers - Sur Round Midnight
- 1999 : Aida d'Elton John & Tim Rice - Sur Another Pyramid
- 1999 : Inside de David Sanborn - Sur Ain't No Sunshine
- 1999 : Slowing Down the World de Chris Botti - Sur In The Wee Small Hours Of The Morning
- 2000 : Desert Rose En duo avec le chanteur de raï algérien Cheb Mami sur l'album Du Sud au Nord
- 2000 : Kuzco, l'empereur mégalo : Signe les paroles et une partie de la musique du film.
- 2000 : Joko: From Village to Town de Youssou N'Dour- Sur Don't Walk Away.
- 2000 : River Of The Soul de Danny Paradise - Chœurs sur Searching For The Holy Grail
- 2000 : A Love Affair: The Music of Ivan Lins Artistes Variés - Chant sur She Walks This Earth (Soberana Rosa)
- 2001 : Delalli de Cheb Mami - Sur Le Rai C'est Chic
- 2001 : Earl Scruggs & Friends de Earl Scruggs - Sur Fill Her Up
- 2001 : The Running Roads de George Dalaras - Sur Mad About You
- 2001 : Small World Big Band de Jools Holland - Sur Seventh Son
- 2001 : America: A Tribute to Heroes Artistes Variés - Sur Fragile
- 2002 : Together de Lulu - Sur Sail On Sailor
- 2002 : Fantastic Plastic People de Jimmy Cliff - Sur People
- 2002 : Slicker Than Your Average de Craig David - Sur Rise and fall
- 2002 : The Wide World Over: A 40 Year Celebration des Chieftains. Compilation, chan et guitare sur Mo Ghile Mear (Our Hero).
- 2003 : The Very Best of MTV Unplugged 2 Artistes Variés - Sur Every Breath You Take
- 2003 : Angels With Dirty Faces de Sugababes - Sur Shape
- 2004 : Power Of Soul A Tribute to Jimi Hendrix Artistes Variés - Sur The Wind Cries Mary
- 2004 : Shapes de Dominic Miller - Sur Shape Of My Heart et Ave Maria
- 2004 : Zu & Co. de Zucchero - Sur Muoio Per Te
- 2004 : Halcyon Days de Bruce Hornsby - Sur la pièce-titre + Gonna Be Some Changes Made
- 2004 : When I Fall In Love de Chris Botti - Sur La Belle Dame Sans Regrets
- 2005 : Moodswings de Brodsky Quartet - Sur Until
- 2005 : Together As One de Gregg Kofi Brown - Sur Lullaby To An Anxious Child
- 2005 : Monkey Business de Black Eyed Peas - Sur Union
- 2005 : Possibilities d'Herbie Hancock - Sur Sister Moon
- 2005 : American Made World Played Artistes Variés - Sur Love Sneakin' Up On You
- 2005 : Dangerous & Moving de t.A.T.u. - Basse sur Friend or foe
- 2006 : The Essential Chieftains Compilation des Chieftains - Chant sur Mo Ghile Mear - Our Hero
- 2006 : Overnight Sensational de Sam Moore - Sur None of Us Are Free
- 2006 : Duets/An American Classic de Tony Bennett - Sur Boulevard of Broken Dreams
- 2006 : Welcome to the Voice Artistes Variés - Sting sur tout l'album avec Robert Wyatt, Elvis Costello, etc.
- 2006 : À croire que c'était pour la vie, album solo d'un autre ancien des Police, Henry Padovani
- 2006 : Always on Your Side (en) de Sheryl Crow, en duo
- 2006 : Rogues' Gallery : Pirate Ballads, Sea Songs, and Chanteys Artistes Variés - Sting sur 2 chansons, "Blood Red Roses" et "Shallow Brown"
- 2006 : Rhythms Del Mundo (rencontre entre les musiciens cubains du Buena Vista Social Club et des artistes pop rock, au profit d’une association d’aide aux victimes de catastrophes naturelles) : reprise de son tube Fragilidad (version espagnole de Fragile)
- 2007 : Breathing Under Water de Anoushka Shankar & Karsh Kale - Sur Sea Dreamer
- 2008 : To Love Again de Chris Botti - Sur What Are You Doing The Rest Of Your Life?
- 2009 : Duos de Charles Aznavour. Il y interprète en français la chanson L'amour c'est comme un jour et la version en anglais, Love Is New Everyday
- 2009 : On le retrouve dans Guitar Hero: World Tour sur la chanson : Demolition Man.
- 2009 : Seven Days et If I Ever Lose My Faith In You de Chris Botti - Sur Chris Botti In Boston
- 2009 : The Lute Is A Song de Edin Karamazov - Sur Alone With My Thoughts This Evening
- 2011 : Killer Love de Nicole Scherzinger - Sur Power's Out
- 2011 : Matthew Morrison de Matthew Morrison - Sur Let Your Soul Be Your Pilot
- 2011 : Conversations With Christian de Christian McBride - Sur Consider Me Gone
- En 2012, il reprend Girl from the North Country de Bob Dylan sur l'album Chimes of Freedom: Songs of Bob Dylan Honoring 50 Years of Amnesty International
- 2013 : ToGetHer de Steve Nieve - Sur You Lie Sweetly
- 2014 : Forget The World de Afrojack - Sur Catch Tomorrow
- 2014 : Escape To Paradise de Daniel Hope - Sur The Secret Marriage
- 2015 : Taking Pictures de Jo Lawry - Sur Impossible
- 2015 : Before This World de James Taylor sur la chanson titre
- 2015 : No Good de Ivy Levan - Sur Killing You
- 2015 : Interstellaires de Mylène Farmer - Sur Stolen Car; reprise d'un titre de 2003 mais avec certaines paroles en français
- 2019 : Ceinture noire de Gims - Sur Reste[22]
- 2020 : Sunset In the Blue de Melody Gardot - Sur Little Something
- 2021 : What Could Have Been en collaboration avec Ray Chen pour la série Netflix Arcane lors de l'épisode final de la saison

- 2025 : Til A Mawnin de Shaggy
- 2027 :The Secret of Life: Partners, Volume Two (en) de Barbra Streisand sur la chanson Fragile

## Filmographie
Sauf indication contraire, les informations mentionnées dans cette section peuvent être confirmées par la base de données cinématographiques IMDb,  présente dans la section « Liens externes ».
- 1979 : Quadrophenia de Franc Roddam : Ace Face
- 1980 : Radio On : Just Like Eddie
- 1981 : Artemis 81 (téléfilm) : Helith
- 1982 : Pierre qui brûle (Brimstone & Treacle) de Richard Loncraine : Martin Taylor
- 1984 : Dune de David Lynch : Feyd-Rautha Harkonnen
- 1985 : Arena (série télévisée), épisode Ligmalion: A Musical for the 80s
- 1985 : La Promise (The Bride) de Franc Roddam : baron Charles Frankenstein
- 1985 : Plenty de Fred Schepisi : Mick
- 1986 : Bring on the Night de Michael Apted : lui-même
- 1987 : Julia et Julia : Daniel Osler
- 1988 : Un lundi trouble (Stormy Monday) de Mike Figgis : Finney
- 1988 : Les Aventures du baron de Münchhausen (The Adventures of Baron Munchausen) de Terry Gilliam : l'officier héroïque
- 1990-1992 : Capitaine Planète (Captain Planet and the Planeteers) (série télévisée), saisons 1 et 2, 4 épisodes : Zarm (voix)
- 1992 : Les Simpson (série d'animation), saison 3, épisode Un puits de mensonges (Radio Bart) : lui-même (voix)
- 1994 : Peter and the Wolf: A Prokofiev Fantasy (téléfilm) : narrateur
- 1995 : The Grotesque : Fledge
- 1998 : Arnaques, Crimes et Botanique (Lock, Stock and Two Smoking Barrels) de Guy Ritchie : J. D.
- 2001 : Ally McBeal (série télévisée), saison 4, épisode 20 : lui-même
- 2007 : Bee Movie : lui-même
- 2008 : Little Britain USA (série télévisée), saison 1, épisode 4 : lui-même
- 2010 : 2012: Time For Change (documentaire) de João Amorim : lui-même
- 2016 : Zoolander 2 de Ben Stiller : lui-même
- 2021 : Kaamelott : Premier Volet d'Alexandre Astier : Horsa
- 2021 : Only Murders in the Building (série télévisée), saison 1, 2 épisodes : lui-même
- 2023 : Le Livre des solutions de Michel Gondry : lui-même
- 2026 : Kaamelott : Deuxième volet partie 2 d'Alexandre Astier : Horsa

## Publications
- Sting, Amazonie: lutte pour la vie, photos de Jean-Pierre Dutilleux, [sous les auspices de la] Fondation Forêt Vierge, [Paris], J.-C. Lattès, 1989. 127 p., amplement ill. de photos en coul. (sans ISBN)
- Sting, Broken music (traduit de l'anglais par Bernard Cohen ; la couverture porte en plus la mention : mes mémoires), Paris, Robert Laffont, 2004  (ISBN 2-2211-0173-1) 300 pages

## Distinctions
- 2003 : la reine Élisabeth II décerne à Sting la distinction de chevalier de l'Ordre de l'Empire britannique pour services rendus à l'industrie musicale.
- 2007 : la ministre française de la culture, Christine Albanel, le fait chevalier de l'Ordre des Arts et des Lettres (avec les autres membres du groupe The Police).
- 2017 : prix Polar Music[39].
- 2022 : L'astéroïde (601916) Sting est nommé en son honneur.
- Il a entre autres reçu 17 Grammy Awards.